# Just Breed
Just Breed (ジャストブリード en japonais) est un jeu vidéo de genre Tactical RPG sorti le 15 décembre 1992 sur Famicom au Japon. Le jeu n'est jamais sorti en dehors du Japon, mais il existe une traduction en anglais par le groupe de fans Stealth Translations. Le jeu a été développé par Random House et édité par Enix.

## Système de jeu
Le jeu est linéaire, et prend places dans les villes, où les personnages pourront se reposer et s'équiper, et dans les zones de combat, où l'action prend place sur une grille et chaque unité peut se déplacer et agir.
Ce jeu se distingue des autres Tactical RPG par son système d'armées, où chaque personnage principal commande une armée composée de cinq autres personnages secondaires, et du fait qu'il y a des nids de monstres, d'où un monstre peut sortir chaque tour de son "nid", ce qui oblige le joueur à non seulement vaincre ses ennemis, mais aussi "bloquer" les nids de manière à ne pas se faire envahir par les monstres, ce qui signifie une défaite imminente.

## Histoire
Le joueur incarne le chef de la garde de la ville de Astholm, qui est protégée par le Saphire, une des six pierres précieuses légendaires. Le jeu commence le soir du festival annuel du Saphire. C'est alors qu'un groupe de monstres, commandé par le général Ezelkiel, volent la pierre légendaire et fuient immédiatement. Le joueur part alors à la poursuite des monstres, qui ont l'intention de voler toutes les pierres légendaires et de faire revivre une ère maléfique.

## Technique
Just Breed est l'un des jeux NES les plus gros, totalisant 6 mégabits. Il utilise le circuit intégré MMC5 de Nintendo pour obtenir des graphiques au-delà des possibilités de la console, et avoir deux voix sonores supplémentaires.
La cartouche Famicom est plus longue que la plupart des autres cartouches, et il est nécessaire d'apporter des modifications à une console occidentale pour pouvoir y insérer la cartouche et avoir le son.